# بیچارگان
بیچارگان که گاهی با عنوان مردم فقیر ترجمه شده، اولین رمان فیودور داستایفسکی است که در بازه زمانی نه ماهه بین سالهای ۱۸۴۴ و ۱۸۴۵ نوشته شده است. داستایفسکی به دلیل سبک زندگی ولخرجانه و اعتیادش به قمار دچار مشکلات مالی بود. اگرچه او ترجمه‌هایی از رمان‌های خارجی انجام داده بود، اما آنان موفقیت چندانی نداشتند، و او تصمیم گرفت رمانی بنویسد تا سرمایه‌ای جمع کند.
بیچارگان با الهام از آثار گوگول، پوشکین و کارامزین و همچنین نویسندگان انگلیسی و فرانسوی، به صورت نامه‌نگاری‌هایی بین دو شخصیت اصلی، ماکار دووشکین و واروارا دوبروسلووا نوشته شده است که رابطه دور خانوادگی دارند. این رمان زندگی مردم فقیر، رابطه آنها با افراد ثروتمند و به طور کلی فقر را به نمایش می‌گذارد که همگی موضوع‌های رایج در طبیعت‌گرایی ادبی بودند. دوستی عمیق اما عجیبی بین آنها شکل می‌گیرد تا اینکه دوبروسلووا علاقه خود را به ادبیات، و نیز بعداً پس از خواستگاری یک بیوه ثروتمند، آقای بیکوف، به ارتباط با دووشکین از دست می‌دهد. دووشکین، نمونه اولیه کارمند که در بسیاری از آثار ادبیات طبیعت‌گرایانه در آن زمان دیده می‌شود، ویژگیهای احساسی خود را حفظ می‌کند. دوبروسلووا هنر را رها می‌کند، در حالی که دووشکین نمیتواند بدون ادبیات زندگی کند.
منتقدان همان زمان بیچارگان را به خاطر مضمون‌های بشردوستانه‌اش ستودند. در حالی که ویساریون بلینسکی این رمان را اولین «رمان اجتماعی» روسیه نامید و آلکساندر هرتسن آن را یک اثر سوسیالیستی بزرگ نامید، منتقدان دیگری هجو و طنز را در آن تشخیص دادند. این رمان از چند صدایی پیچیده دیدگاه‌ها و راوی‌های مختلف استفاده می‌کند. این رمان که در ابتدا توسط داستایفسکی به مجله لیبرال‌گرای یادداشت‌های پدری ارائه شد، در تاریخ ۱۵ ژانویه ۱۸۴۶ در سالنامه، مجموعه سن پترزبورگ منتشر شد. رمان به موفقیت بزرگی در سراسر کشور دست پیدا کرد. بخشهایی از آن توسط ویلهلم ولفسون به آلمانی ترجمه و در مجله‌ای منتشر شد. اولین ترجمه انگلیسی توسط لنا میلمن در سال ۱۸۹۴ همراه با مقدمه جورج مور و طراحی جلد اوبری بردزلی منتشر شد.

## خلاصه داستان
واروارا دوبروسلووا و ماکار دووشکین رابطه دور خانوادگی دارند و روبروی یکدیگر در یک خیابان در آپارتمانهایی با وضعیت بد زندگی می‌کنند. برای مثال، آشپزخانه دووشکین صرفاً یک بخش جداشده است و او با چندین مستأجر دیگر مانند گورشکوف‌ها زندگی می‌کند که پسرشان تقریباً در تمام داستان از گرسنگی دردناک ناله می‌کند. دووشکین و دوبروسلووا نامه‌هایی مبادله می‌کنند که شرایط زندگی وحشتناک آنها را تایید می‌کند و اولی مرتباً پول خود را برای هدایایی برای دیگری هدر می‌دهد.
خواننده به تدریج با تاریخچه آنها آشنا می‌شود. دوبروسلووا ابتدا در روستا زندگی می‌کرد، اما زمانی که پدرش شغل خود را از دست داد، به سن پترزبورگ (که از آن متنفر است) نقل مکان کرد. پدرش بسیار خشن و مادرش به شدت افسرده می‌شود. پدرش می‌میرد و آنها به سکونتگاه آنا فیودورونا، صاحبخانه‌ای نقل مکان می‌کنند که قبلاً به آنها ظلم می‌کرد، اما صاحبخانه حداقل وانمود می‌کند که با وضعیت آنها احساس همدردی دارد. دوبروسلووا توسط دانشجو فقیری به نام پوکروفسکی آموزش می‌بیند که پدر مست او گهگاه به ملاقاتش می‌رود. او در نهایت عاشق پوکروفسکی میشود. دوبروسلووا تلاش می‌کند تا مقداری پول پس‌انداز کند و برای هدیه تولد پوکروفسکی، آثار کامل پوشکین را بخرد، سپس به پدر دانشجو اجازه می‌دهد کتابها را به او هدیه بدهد و می‌گوید فقط دانستن این که کتابها به دست او رسیده برای شادی‌اش کافی است. پوکروفسکی خیلی زود بیمار می‌شود و آرزوی او در آستانه مرگ دیدن خورشید و دنیای بیرون است. دوبروسلووا با گشودن پرده‌ها خواسته او را برآورده می‌کند و ابرهای خاکستری و باران کثیف آشکار می‌شود. در پاسخ، پوکروفسکی فقط سرش را تکان می‌دهد و سپس می‌میرد. مادر دوبروسلووا مدت کوتاهی بعد می‌میرد و دوبروسلووا برای مدتی تحت مراقبت آنا قرار می‌گیرد، اما سوءرفتار بیش از حد می‌شود و او می‌رود تا با فدورا در آن طرف خیابان زندگی کند.
دووشکین به عنوان یک کپی‌نویس دون‌پایه کار می‌کند و اغلب توسط همکارانش تحقیر می‌شود. لباس او کهنه و کثیف است و شرایط زندگی او شاید بدتر از دوبروسلووا باشد. او خود را  در جامعه دارای جایگاهی پست می‌داند. او و دوبروسلووا نامه‌هایی را با هم رد و بدل می‌کنند (و ملاقات‌های گاه‌به‌گاه که هیچ‌وقت به جزئیات آن پرداخته نمی‌شود)، و در نهایت شروع به تبادل کتاب می‌کنند. دووشکین وقتی نسخه‌ای از «شنل» را از دوبروسلووا دریافت می‌کند، آزرده می‌شود، زیرا متوجه می‌شود که زندگی شخصیت اصلی شبیه زندگی وی است.
دوبروسلووا در نظر دارد به قسمت دیگری از شهر برود که در آنجا بتواند کار کند. دووشکین درست همان زمان که پولش تمام شده و در خطر اخراج شدن است، بخت و اقبال پیدا می‌کند: رئیس او دلش به رحم می‌آید و ۱۰۰ روبل به او می‌دهد تا لباس جدید بخرد. دووشکین بدهی‌های خود را پرداخت می‌کند و مقداری پول برای دوبروسلووا می‌فرستد. دختر برای او ۲۵ روبل پس می‌فرستد زیرا به آن نیازی ندارد. آینده برای هر دوی آنها روشن به نظر می‌رسد زیرا مرد اکنون می‌تواند شروع به پس‌انداز کند و امکان زندگی کردن با یکدیگر برایشان فراهم می‌شود.
راتازیایف نویسنده‌ای که در مورد استفاده از دووشکین به عنوان شخصیت در یکی از داستانهایش شوخی می‌کند، او را آزرده خاطر می‌کند، اما به نظر می‌رسد واقعاً او را دوست دارد. در نهایت غرور دووشکین تخفیف می‌یابد و دوستی آنها دوباره برقرار می‌شود. گورشکوفها هنگامی که پرونده پدر در دادگاه برنده می‌شود، به پول دست می‌یابند. با توافق سخاوتمندانه به نظر می‌رسد که سرنوشت آنها کاملاً روشن است، اما پدر می‌میرد و خانواده‌اش را با وجود پولدار شدن در تنگنا قرار می‌دهد. بلافاصله پس از این، دوبروسلووا اعلام کرد که یک مرد ثروتمند به نام آقای بیکوف که با آنا فیودورونا و پدر پوکروفسکی در ارتباط بود، از او خواستگاری کرده است. دختر تصمیم می‌گیرد با او آنجا را ترک کند و چند نامه آخر نشان می‌دهد که او کم‌کم به پولدار بودن جدیدش خو گرفته است.
او از دووشکین می‌خواهد که برای او کتانی پیدا کند و شروع به صحبت در مورد تجملات مختلف می‌کند، اما در پایان با وجود بهبود ثروت مرد او را تنها می‌گذارد. در آخرین نامه‌نگاری داستان، در ۲۹ سپتامبر، دووشکین از دوبروسلووا تقاضا می‌کند که برای او نامه بنویسد. دوبروسلووا پاسخ می‌دهد که «همه چیز تمام شده است» و او دختر را فراموش نکند. آخرین نامه از طرف دووشکین است که می‌گوید دختر را دوست دارد و وقتی ترکش کند، می‌میرد و پس از آن، دختر برایش گریه خواهد کرد.

## شخصیت های اصلی
- ماکار الکسیویچ دووشکین – قهرمان بیچارگان یک کارمند و نسخه‌نویس چهل و هفت ساله خجالتی، فقیر و تنها است. او را با کارمندان دیگر «مکتب طبیعی» مانند آکاکی آکاکیویچ در «شنل» مقایسه کرده‌اند.[۴] اگرچه دووشکین سعی می‌کند از ادبیات برای درک زندگی استفاده کند، اما این موضوع‌ها را به طور جداگانه مورد بحث قرار نمی‌دهد، و به اشتباه معتقد است که نامه‌های دوبروسلووا بازتاب زندگی او هستند و داستان‌های کوتاه را به عنوان آثاری واقعگرایانه در نظر می‌گیرد. او ویژگی‌های عاطفی معمولی را نمایش می‌دهد، به گفته رابرت پین، داستایفسکی «بر لبه احساسات می‌نویسد، اما او شخصیتی کاملاً معتبر و تمام است». نام دووشکین از دووشکا گرفته شده است، به معنای دوشیزه یا دختر، که احتمالاً نماد باکرگی و بیگناهی است،[۵] اگرچه جوزف فرانک خاطرنشان کرد که این توصیف ناسازگار است.[۶][۷]
- واروارا الکسیونا دوبروسلووا – در شرایطی مشابه با دووشکین زندگی می‌کند. تصمیم او برای زندگی با آقای بیکوفِ بی‌مرام، او را تبدیل به یک غریبه می‌کند که در رمان‌های احساسی معمول نیست. برخلاف قهرمان رمان کلاریسا اثر ساموئل ریچاردسون منتشرشده در سال ۱۷۴۸، او راه مادی‌گرایانه را انتخاب می‌کند و علاقه خود را به ادبیات از دست می‌دهد.[۸] نام او از دوبرو به معنای خوب گرفته شده است که نماد شخصیت خوش قلب او است.
- آقای بایکوف  – بیوه پیر، ثروتمند و بیرحم. در پایان با موفقیت به دوبروسلووا پیشنهاد ازدواج داد. نام او از بایک به معنای گاو نر گرفته شده است که نماد قدرت و شهوت جنسی است.[۹]

## نگارش و انتشار

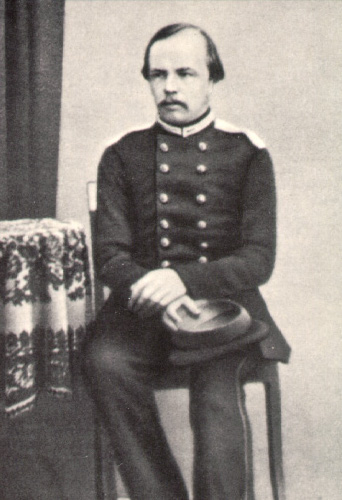
داستایفسکی به عنوان مهندس

داستایفسکی از کودکی به ادبیات علاقه نشان داد. مادرش آبونمان مجله مشهوری بود که باعث شد تا خانواده در جریان ادبیات پیشرو معاصر روسی و غیر روسی قرار گیرند. داستان های گوتیک، مانند آثار آن رادکلیف، اولین ژانری بود که داستایفسکی با آن آشنا شد. دیگر تأثیرات شکل‌دهنده، آثار شاعران الکساندر پوشکین و واسیلی ژوکوفسکی، حماسه‌های قهرمانانه معمولاً اثر هومر و رمان‌های جوانمردانه سروانتس و والتر اسکات بودند.
داستایفسکی ابتدا در بهترین مدرسه خصوصی مسکو، مدرسه شبانه روزی چرماک تحصیل کرد. این مدرسه توسط یک مهاجر چک که پس از جنگ‌های ناپلئونی به روسیه نقل مکان کرد، تأسیس شد و تأکید زیادی بر ادبیات داشت. از آنجایی که مدرسه به ۸۰۰ روبل در سال نیاز داشت، پدرش مجبور شد کارهای اضافی انجام دهد و از اقوام اشرافی خود، کومانینها، پول بخواهد. اگرچه داستایفسکی به خوبی در آنجا مقیم شد، اما پس از مرگ مادرش در ۲۷ سپتامبر ۱۸۳۷ که منجر به مشکلات مالی برای خانواده او شد، مجبور به ترک آنجا شد. او به دانشگاه فنی و مهندسی نظامی اعزام شد. او برای تطبیق با زندگی در آنجا مشکل داشت، اما با این وجود موفق شد در ۱۲ اوت ۱۸۴۳ به عنوان مهندس نظامی فارغ‌التحصیل شود. پس از آن، سبک زندگی کاملا آزادانه‌ای داشت و در بسیاری از نمایش‌ها و باله‌های آهنگسازان اله بول و فرانتس لیست شرکت کرد و یک آپارتمان گرانقیمت به نام خانه پریانیشنیکف را به مبلغ ۱٬۲۰۰  روبل اجاره کرد،  گرچه سالانه تنها ۵٬۰۰۰ روبل درآمد داشت. این رویدادها و ورود او به کازینوها باعث وخامت اوضاع مالی او شد. او به عنوان مترجم کار می‌کرد، اما ترجمه‌هایی که در سال ۱۸۴۳ به پایان رساند، مانند اوژنی گرانده بالزاک و لادرنییر آلدینی ساند،  چندان موفق نبودند. به دلیل باخت‌های مکررش در قمار و شرط‌بندی در بازی‌های بیلیارد، سرمایه‌اش را از دست داد. در نتیجه، داستایفسکی اغلب مجبور می‌شد از بستگانش پول بخواهد، اما از این کار احساس ناراحتی می‌کرد و تصمیم گرفت برای جمع‌آوری پول رمانی بنویسد. داستایفسکی به برادرش میخائیل نوشت: «این موردی است که رمان من همه چیز را پوشش خواهد داد. اگر در این مورد شکست بخورم، خود را حلق‌آویز خواهم کرد.»
داستایفسکی کار بر روی بیچارگان را در اوایل سال ۱۸۴۴ آغاز کرد. او برای اولین‌بار در نامه‌ای به میخائیل در ۳۰ سپتامبر ۱۸۴۴ به کار آینده اشاره کرد: «من در حال اتمام رمانی به بزرگی اوژنی گرانده هستم. این یک اثر نسبتاً بدیع است.» داستایفسکی بعداً در  ۲۳ مارس ۱۸۴۵ به برادرش نوشت: «رمان را در نوامبر به پایان رساندم، سپس آن را در دسامبر و بار دیگر در فوریه تا مارس بازنویسی کردم. به طور جدی از رمانم راضی هستم. این یک اثر جدی و ظریف است. ...» حدوداً در آوریل ۱۸۴۵، دوستش دیمیتری گریگوروویچ، که از پاییز  با او در آپارتمانی مشترک زندگی می‌کرد، پیشنهاد داد نسخه دستنویس را به شاعر نیکولای نکراسوف بدهد که قصد داشت در سال ۱۸۴۶ گلچینی منتشر کند. داستایفسکی دستنوشته را نزد نکراسوف برد و به خانه بازگشت. اندکی بعد زنگ خانه‌اش به صدا درآمد و در را به روی نکراسوف و گریگوروویچِ هیجان‌زده باز کرد که هر دو اولین رمانش را که فقط ۱۰ صفحه از آن را خوانده بودند به او تبریک گفتند. آنها کل اثر ۱۱۲ صفحه‌ای را در طول شب در آپارتمان داستایفسکی به پایان رساندند. صبح روز بعد، آن سه مرد نزد ویساریون بلینسکی منتقد رفتند. نکراسوف داستایفسکی را «گوگول جدید» معرفی کرد، اما بلینسکی با بدبینی پاسخ داد: «گوگول‌هایی که پیدا میکنی مانند قارچ‌ها رشد می‌کنند». خود داستایفسکی باور نداشت که کتابش نقد مثبتی از سوی بلینسکی دریافت کند، اما هنگامی که نکراسوف در عصر از بلینسکی دیدن کرد، دومی می‌خواست با داستایفسکی ملاقات کند تا اولین کارش را به او تبریک بگوید. داستایفسکی پیشنهاد انتشار بیچارگان را در یادداشت‌های پدری  داد، اما در عوض در مجموعه سالنامه سن پترزبورگ در ماه ژانویه  منتشر شد.

## درون‌مایه و سبک

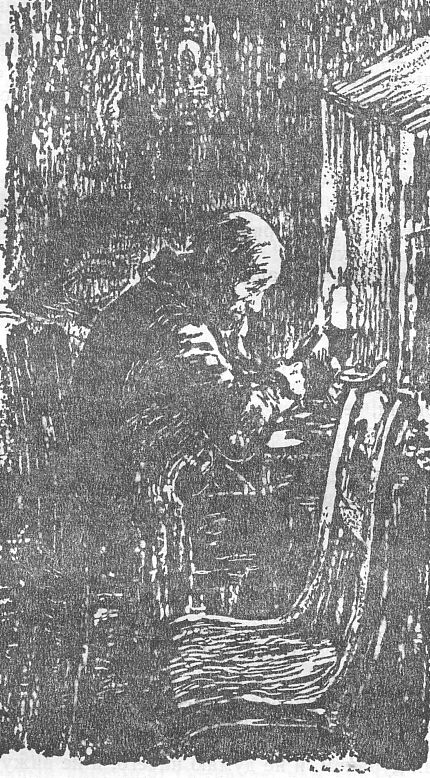
ماکار دووشکین

بیچارگان به بررسی فقر و رابطه بین فقرا و ثروتمندان می‌پردازد که درونمایه‌های رایج طبیعت‌گرایی ادبی هستند. این رمان که عمدتاً متاثر از شنل نیکلای گوگول، استاد ایستگاه اثر الکساندر پوشکین و نامه‌های آبلارد و هلویز اثر پیر آبلار و هلوئیز دآرژنتویل است، رمان نامه‌نگارانه‌ای است که از نامه‌های واروارا و دوست نزدیکش ماکار دووشکین شکل گرفته است. نام کتاب و شخصیت اصلی زن برگرفته از لیزای بینوا اثر نیکولای کارامزین است. عناصر دیگر شامل پس‌زمینه دو قهرمان داستان و پایان تراژیک، هر دو ویژگی‌های معمول یک رمان طبقه متوسط است.
بلینسکی و دیگران، پالتو را الهام‌بخش رمان می‌دانستند. منتقدان بعدی بیان کردند که بیچارگان احساسی-انسانی حاوی تعداد زیادی پارودی و طنز از کتابهای گوگول است؛ با این حال، برخی با این موضوع مخالف هستند. کارین ژانت هارمون در «پارودی دوگانه برابر است با ضد پارودی» حدس می‌زند که داستایفسکی پارودی رمان نامه‌نگارانه احساسی را با پارودی نمایش طبیعت‌گرایانه کارمند در هم می‌آمیزد. رابرت پین ایده هر گونه محتوای طنز را رد می‌کند. او اشاره می‌کند که طنز در همزاد آغاز شد. دیدگاه مشابهی توسط بلینسکی وجود داشت که همچنین اظهار داشت: «استعداد داستایوفسکی توصیفی نیست بلکه از بیشترین میزان خلاقیت برخوردار است.» ویکتور تراس فکر می‌کرد که داستایفسکی جز در موردهای معدودی از طنز استفاده نمی‌کند، اما در مقابل از «طنزی استفاده می‌کند که ناشی است از تضاد ابدی بین روح ساده یک انسان خوب و دستگاه پیچیدهٔ جامعهٔ بی روح و نهادینه‌شده که توسط افراد «باهوش» اداره می‌شود.» جوزف فرانک،  پیشنهاد کرد که کل اثر یک «پارودی جدی» است و یادآوری کرد که بیچارگان، «رمان ماجراجویانه طبقه بالا و فضای طنزآمیز گوگولی»  را به تصویر می‌کشد. ویکتور تراس به آن لقب «تراوستی داستان عاشقانهٔ نامه‌نگارانهٔ احساسی» داد. مجله  معاصر نوشت: «در این اثر، کمدی به نحوی مورد بررسی قرار می‌گیرد و لحن، رنگ و حتی زبان گوگول و کویتکا به شکلی قابل ملاحضه را شامل می‌شود». 
زنبور شمالی نوشت: «داستایفسکی از طریق داستان خود  می‌خواست طنز گوگول با سادگی ساده‌لوحانه اسنوویاننکو [نام مستعار کویتکا] را به کار گیرد. دیدگاه دیگری که ارتباط بین بیچارگان و شنل را توصیف می‌کند، موضعی است که اولی ادامه دومی در نظر گرفته می‌شود، و داستایفسکی از جایی که گوگول داستان خود در مورد کارمندان فقیر دولت را متوقف کرد، آن را ادامه داد. این دیدگاه به معنای آن نیست که داستایفسکی نوآوری نکرده است، زیرا این رمان با انسانی کردن آنهایی که — در داستان گوگول — مکانیکی و بی‌روح بودند، خود را متمایز کرد. این مساله با نظریه ای همسو است که داستایفسکی — هم در بیچارگان و هم همزاد — تلاش کرد تا در روانشناسی شخصیت‌های گوگول نفوذ کند. ادعا می‌شود که نتیجه انسان‌سازی صریح مدل گوگولی توسط داستایوفسکی تأثیر آن را تشدید کرد. تصویرسازی خوش‌طبع گوگول از سرخوردگی‌های روان‌شناختی اجتماعی، نمونه‌ای از آن است. داستایفسکی با برجسته کردن جنبه تراژیک آن مسیر دیگری را در پیش گرفت.
به گفته منتقد ربکا اپستین ماتویف، «مستخدم ایستگاه» پوشکین به عنوان یک «زیر متن موضوعی، به عنوان مبنایی برای آزمایش‌های ادبی دووشکین، و منبعی برای روابط نامه‌نگارانه او» عمل می‌کند. هر دو، مستخدم ایستگاه و شنل، در نامه‌های بین دوبروسلووا و دووشکین ذکر شده‌اند. داستایفسکی ممکن است ژانر نامه‌نگارانه را برای گنجاندن مشاهدات انتقادی شخصی خود انتخاب کرده باشد، شبیه به نامه‌های واقعی زندگی که مابین نویسنده و مخاطب تبادل شده است. به گفته یاکوبویچ، داستایفسکی از بیچارگان به عنوان دفتر خاطرات خود استفاده می‌کند. با این حال، از آنجایی که یک راوی خارجی وجود ندارد، تنها منبع انگیزه و خصوصیات شخصیت در نامه‌ها و دفتر خاطرات دوبروسلووا موجود است. صداهای مختلف متعدد، یعنی نقل‌قولهای دووشکین از داستان‌ها، تفسیرهای او درباره این کتابها و آثار خودش، نمونه‌هایی از چندصدایی هستند. این تأثیرات خواننده را گیج و راوی را پنهان می‌کند.
احساس گناه جنسی یکی دیگر از موضوعات قابل تشخیص در بیچارگان است. این امر، برای مثال، در پیشنهاد مساله‌ای ناپسند در گذشته واروارا و همچنین این واقعیت که او و دووشکین با هم ارتباط دور خانوادگی دارند، نشان داده می‌شود که حکایت از زنا با محارم دارد. منابع دیگری مانند کنستانتین موچولسکی در این دیدگاه سهیم بودند: «موتیف علاقه داشتن یک پیرمرد به دختری همراه با آمیختگی مبهم اروتیسم و «عاطفه پدری» یکی از موضوعات مورد علاقه داستایفسکی است.

## پذیرش
بیچارگان مورد تحسین منتقدان سراسر کشور قرار گرفت. داستایفسکی صحنه را چنین دید «تمام روسیه در مورد بیچارگان من صحبت می‌کند». بلینسکی به محض خواندن نسخه خطیِ بیچارگان، آن را اولین «رمان اجتماعی» روسیه نامید. الکساندر هرزن در مقاله خود کتاب را ستود و «در مورد پیشرفت ایده‌های انقلابی در روسیه» با اشاره به «گرایش‌ها و جانبخشی‌های سوسیالیستی» نوشت. این اثر توسط منتقد پاول آننکوف به عنوان اثری از اصطلاحا «مکتب ناتورالیسم» طبقه‌بندی شد.
نیکولای دوبرولیوبوف، در مقاله «مردم سرکوب شده» نوشت که داستایفسکی واقعیت فقیر را بررسی و ایده‌های انسان گرایانه را بیان می‌کند. وی همچنین از او به خاطر نشان دادن ماهیت انسان و نشان دادن «روان‌ها در مرکز عمقی که پس از اعتراض برای هویت در برابر فشارهای بیرونی و خشونت آمیز، در قفس افتاده و آن را در معرض حکم ما قرار می‌دهد» تمجید کرد.
آپولون گریگوریف در روزنامه فنلاندی هرالد نوشت: «داستایفسکی در ادبیات ما همان نقشی را ایفا می‌کند که هافمن در ادبیات آلمان ایفا کرد. ... او چنان در زندگی کارمندان دولت غوطه‌ور شد که زندگی روزمره کسل کننده و غیر جالب برای او به کابوسِ نزدیک به جنون تبدیل شد». کنت ولادیمیر سولوگوب نیز این رمان را پسندید و اظهار داشت که «این رمان با قدرت و سادگی توسط استعدادی بزرگ نوشته شده است». والرین مایکوف پس از چند اثر منتشرشده داستایفسکی خاطرنشان کرد: «گوگول معمولاً شاعر برجسته اجتماعی بود، در حالی که داستایفسکی معمولاً شاعر روانشناس برجسته بود. اولی به عنوان نماینده جامعه معاصر یا حلقه معاصر شناخته می‌شود، برای دومی خود جامعه از طریق تأثیر آن بر افراد دیگر، تبدیل به موضوعی جالب می‌شود».

## ترجمه های فارسی
- نگون بخت ترجمه: انتشارات عطایی. نخستین ترجمهٔ اثر به فارسی
- مردم فقیر ترجمه: کاظم انصاری انتشارات جاودان خرد.
- مردم فقیر ترجمه: پرویز همتیان بروجنی در کتاب شب‌های روشن و پنج داستان دیگر انتشارات امیرکبیر.
- بیچارگان ترجمه: خشایار دیهیمی نشر نی.(ترجمه از انگلیسی)
- بیچارگان ترجمه: نسرین مجیدی انتشارات روزگار.
- تیره بختان ترجمه: کاظم خلخالی، انتشارات تلاش، 1363
- بیچارگان ترجمه: آرزو آشتی جو، نشر چشمه.